# 小行星2886
小行星2886（2886 Tinkaping）是一颗围绕太阳公转的小行星。1965年12月20日，紫金山天文台在南京发现了此天体。
該小行星以香港企業家田家炳命名。
这颗小行星的绝对星等为332.56311等。